# Rotation
For operatoren der anvendes i vektoranalyse, se rotation (vektorfelt).
Rotation er bevægelsen af et legeme, væske eller gas og for faste legemer på en sådan måde, at alle legemets punkter forbliver i en fast afstand fra et fikspunkt. Rotation i gasser og væsker forårsager turbulens. Fikspunktet kan være inde i legemet, og så siges legemet at rotere om sig selv, eller at det spinner. I det 3-dimensionelle rum er der mere end et fikspunkt for en given rotation; disse udgør en linje, som også kendes som en rotationsakse.
Et objekt kan have rotation med hensyn til andre objekter ved hjælp af et eller flere hængsler – f.eks. døre, sakse.
Rotationens størrelse måles som en vinkelhastighed, da det ikke giver mening at tale om en rotationshastighed, medmindre en afstand fra rotationsaksen er given.
Eksempler på legemer, der er designet til at rotere, er: Hjul, propel, svinghjul, rotor.